# L'angelo della vendetta
L'angelo della vendetta (Ms. 45) è un film del 1981, diretto da Abel Ferrara.
Terzo lungometraggio diretto da Ferrara, si inserisce nel filone rape and revenge ed è oggi considerato un cult movie. La sequenza in cui Thana si reca alla festa finale vestita da suora e impugna una pistola è divenuta un'icona tra gli amanti dell'exploitation.

## Trama
Thana è una ragazza muta che lavora in una sartoria. Mentre sta tornando a casa, un uomo coperto da una maschera la trascina in un vicolo e la violenta. Tornata a casa, Thana viene nuovamente violentata da un ladro. Thana questa volta reagisce e uccide l'uomo, colpendolo con un fermacarte e con un ferro da stiro, e ne prende la pistola, quindi trascina il cadavere in bagno.
Il giorno seguente Thana è visibilmente scossa. Tornata a casa, inizia a fare a pezzi il cadavere del ladro e infila le parti del corpo dentro dei sacchi della spazzatura, quindi li ripone in frigorifero. Esce di casa e getta un sacchetto in un cestino dei rifiuti. Un ragazzo, pensando sia un sacchetto dimenticato, la insegue. In un vicolo Thana tira fuori la pistola appartenente al ladro ucciso, e uccide il ragazzo. Tornata a casa, la notte ha un incubo nel quale sente la sua voce da bambina.
La padrona di casa di Thana, la signora Nasoni, inizia ad insospettirsi per le frequenti uscite di Thana. Un barbone trova una mano mozzata in un cestino dei rifiuti. Thana viene intanto abbordata da un fotografo, che la porta nel suo studio. Lì Thana lo uccide, sparandogli. Tornata nella sua abitazione, Thana si trucca pesantemente e si veste in modo provocante, quindi esce con la pistola nella borsetta. Assiste al pestaggio subito da una prostituta e uccide il suo protettore, quindi uccide cinque teppisti in un parco e un ricco arabo e il suo autista che le avevano offerto un passaggio in limousine.
La mattina seguente, mentre la radio elenca gli omicidi avvenuti nella notte, Thana trita parti del corpo del cadavere del ladro stupratore e li dà in pasto al cane della signora Nasoni. Albert, il suo datore di lavoro, la sgrida per la sua disattenzione e la invita a una festa in maschera. Di notte Thana esce nuovamente e insegue un ragazzo cinese che ha baciato la sua fidanzata. Il ragazzo riesce però ad aprire il portone di casa prima che Thana gli spari.
Recatasi in un bar, Thana incontra un commesso viaggiatore e si reca ad un parco con lui. Mentre sono seduti su una panchina l'uomo racconta del suo passato da cornuto e di quando ha ucciso il gatto di sua moglie dopo aver scoperto di essere stato tradito, Thana punta la pistola sull'uomo, ma l'arma si inceppa. L'uomo, pensando a uno scherzo, si punta la pistola alla testa e si spara. Intanto la signora Nasoni entra nell'appartamento di Thana. Il suo cane fiuta insistentemente qualcosa e fa cadere alcuni oggetti. Tornata a casa, Thana si accorge dell'intrusione e chiede alla signora Nasoni di portare a spasso il cane, cerca in tutti i modi di ucciderlo in modo da farlo sembrare un incidente, alla fine lo lega ad un palo e gli punta contro la pistola. Al ritorno, scrive su un foglio che il cane è scappato.
Thana si veste da suora e si reca alla festa. Albert si apparta con lei in una stanza e tenta di baciarla. Thana lo uccide, quindi inizia a sparare a tutti gli uomini presenti alla festa. Una sua collega impugna un coltello e accoltella Thana alle spalle. Thana urla, si gira, ma non spara alla collega. Muove le labbra come per dire "sorella" e poi muore. Intanto la signora Nasoni ha trovato la testa del ladro nell'appartamento di Thana e ha chiamato la polizia. Scoperto il biglietto con su scritto che il suo cane è scappato, la signora Nasoni è disperata, ma il suo cane ricompare alla porta scodinzolando.

## Produzione
Il budget del film, dedicato ad Alfred J. Ferrara, padre del regista, ammontava a 62.000 dollari. Abel Ferrara appare in veste di attore, nel ruolo del primo stupratore, con lo pseudonimo Jimmy Laine. L'attrice protagonista, Zoë Lund, aveva allora 17 anni; nel 1992 la Lund scrisse la sceneggiatura de Il cattivo tenente, altro cult movie diretto da Ferrara.

## Distribuzione
Durante la proiezione del film a New York, in un cinema della 42ª strada, il pubblico abituale composto da teppisti e protettori, cominciò ad applaudire alle scene iniziali di stupro, ma — dopo l'uccisione del ladro e l'inizio della serie di delitti — lasciò la sala in silenzio.

## Riferimenti ad altre pellicole
La sequenza in cui Thana, vestita da suora, punta la pistola allo specchio è un riferimento alla nota sequenza in cui Robert De Niro punta la pistola allo specchio, presente in Taxi Driver, diretto da Martin Scorsese nel 1976.